# Rhynchospora colorata
Rhynchospora colorata ist eine Pflanzenart aus der Pflanzengattung der Schnabelriede (Rhynchospora) innerhalb der Familie der Sauergrasgewächse (Cyperaceae). Moderne Trivialnamen sind Floridagras, Sternentänzer, Weißes Schnabelried oder Stern-Sumpfgras.

## Beschreibung
Der Sternentänzer ist ein meist einjähriges Sumpfgras, dass erneut austreiben kann, sofern der Wurzelballen im Winter keinen Frost erlitt. Er erreicht eine Wuchshöhe von etwa 50 cm bis 80 cm mit schlankem Halm bzw. Stängel. Die weißlich-gelben, kleinen, mehrsamigen Ährchen in dichten, endständigen Blütenständen sind von langen, weiß-grünen und schmal-eilanzettlichen, blattartigen Hochblättern mit langausgezogener Spitze unterlegt. Ein Perianth fehlt.
Es werden spitze und runzelige Achänen gebildet.

## Verbreitung
Der Sternentänzer kommt in den südlichen USA von South Carolina bis Texas, östliches und südwestliches Mexiko bis Guatemala, Belize, der Karibik und in Venezuela, Französisch-Guayana vor.